# Пол Анка
Пол Албърт Анка (на английски: Paul Albert Anka) е канадски музикант, роден в Отава, Канада на 30 юли 1941 г. От 1984 г. има звезда на Холивудската алея на славата.

## История
Прадядото на Пол Анка пристига в Канада от Ливан и започва бизнес в Отава. Бащата на музиканта е продавал сандвичи срещу сградата на канадския парламент. За самия Пол става очевидно с какво ще се занимава в бъдеще още от ранна детска възраст. На 10-годишна възраст той умело имитира Джони Рей, като първата му публична изява е пред група копачи на канавки недалеч от дома му. На 13 години той сформира трио с двама свои съученици, наречено Bobbysoxers, като с изпълненията си те печелят до 15 долара на вечер. Когато е на 15 години, Анка има постоянен ангажимент към нощен клуб. Учителите в училище се отказват да го учат на каквото и да било, тъй като той вече е определил с какво ще се занимава, а именно – шоумен. През лятната си ваканция той заминава при чичо си Морис в Холивуд и там записва първата си песен – Blau Wile Deveest Fontaine, за звукозаписната компания RPM. В някои части на Канада песента се продава добре, но като цяло няма голям резонанс. Когато се връща в Отава, младият музикант написва песен за момиче, което е негова детегледачка, Diana Ayoub.
За предстоящия Великден Пол Анка убеждава баща си да го пусне да замине в Ню Йорк, където една канадска група с името Rover Boys му е уредила прослушване за основания лейбъл ABC Paramount Records. В компанията са впечатлени от ентусиазма на Пол и неговата дарба да композира звучни мелодии, примесени с обикновен език, който е разбираем за децата. И така той подписва договор с тях. Първата му издадена песен се казва Diana и се изкачва до първото място в САЩ през лятото на 1957 година. Пол се превръща в идол за тийнейджърите. Дори си прави пластична операция, за да изглежда повече като американец, отколкото като арабин. Заедно със семейството си се премества в Ню Джърси. Баща му става част от мениджърдския му екип, когато талантливият музикант открива своя фирма с офис в Ню Йорк.

Първото пътуване на Пол Анка в Европа и Африка е през декември 1957 година, а когато отива в Австралия в началото на 1958 г. заедно с Джери Лий Луис и Бъди Холи, той дори е водещата звезда. В едно интервю от 1960 г. казва: 
| „ | Аз тръгнах на това международно турне съвсем случайно. Голям европейски дистрибутор е чул Diana в музикален магазин на Бродуей. Занесъл е записа в Европа и той се е превърнал в хит номер едно, преди да стане тук (бел. ред. – в САЩ). Парчето има семитски звук и това му придава европейско усещане. | “ |

През 1958 година, само на 17 години, той се снима и в първия си филм – Let's Rock, с участието на Джулиус ЛаРоса и Мами Ван Дорен, което е своеобразна репетиция за неговите по-късни драматични роли. От втория филм с негово участие е и вторият му хит номер едно – Lonely Boy. Песента е вдъхновена от майка му, която по това време се оказва неизлечимо болна. Малко по-късно излиза и следващата му песен, наречена Put Your Head On My Shoulder.
Талантът на Пол се състои в умението да синтезира музиката, която е слушал или чувал през живота си, и да я смесва по такъв начин, че да допада на тийнейджърите, които все още са главната му публика. Когато става на 18 години, той решава да пробие на сцената за по-възрастна аудитория, осъзнавайки, че да си идол на тийнейджъри има своя край. Така започват и неговите участия в Лас Вегас. В годините на своята музикална кариера Пол Анка участва и в още няколко филма. Той пише музика както за себе си, така и за други певци, като например песента It Doesn't Matter Anymore на Бъди Холи.
Когато списание Лайф (Life) го посещава, той току-що се е върнал от пътуване до Ню Йорк, където си е купил платинен часовник за 35 000 долара и играчки за 75 долара. Фактът, че не е имал детство, го тласка към такива постъпки.
Пол Анка е най-продаваната звезда на ABC Paramount Records за четири години, когато заявява през 1961 година, че няма да поднови договора си с тях. Той сключва сложен контракт с RCA, според който музикантът продуцира записите си и след това ги предоставя на компанията. По-късно Анка придобива записите си от ABC Paramount, като ги презаписва.